# Monte Baba-tag

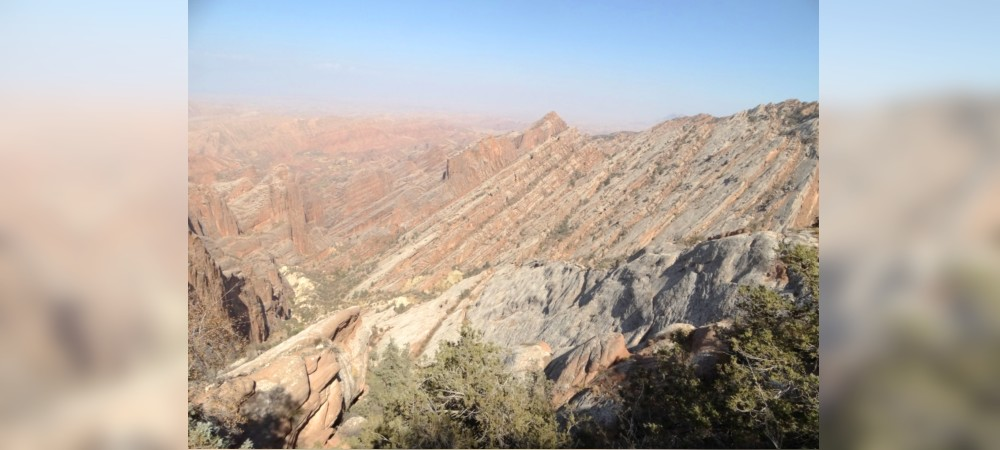
Vista al Monte Babatag desde Surjandaria.

El Monte Baba-tag, Babatag Range es una montaña de Tayikistán. Se encuentra en el oeste de Tayikistán, al sur de Hisor.
Es una cadena montañosa en la frontera entre Tayikistán y Uzbekistán, entre el río Surchandaria y el Río Kofarnihon (afluente derecho del río Amu Darya), que se extiende longitudinalmente a lo largo de  unos 125 km. El pico más alto alcanza 2.292 metros sobre el nivel del mar y está compuesto principalmente de piedra caliza. En las laderas hay plantas xerófitas y vegetación semiárida, en algunos lugares crecen pistachos. En las montañas viven la Capra falconeri.